# Jeroen van Veen
Jeroen van Veen, (ur. 26 października 1974 w Boskoop) – basista holenderskiej grupy metalowej Within Temptation.
Szkolny kolega Roberta Westerholta i Martijna Spierenburga; grał z nimi w zespołach The Circle i Voyage, a od 1996 występuje z Within Temptation.